# Arcane Legends
Arcane Legends est un jeu mobile multijoueur de type hack and slash free-to-play initialement lancé en 2012 par Spacetime Studios pour Microsoft Windows, iOS, Android et Google Chrome. Il s'agit du quatrième titre de la série « Legends » de Spacetime Studios, après Pocket Legends, Star Legends et Dark Legends. 

## Gameplay
Les joueurs peuvent sélectionner une classe parmi trois choix possibles : Guerrier, Voleur, ou Mage. Le joueur choisit ensuite parmi trois familiers de départ possibles : Precious, Timber, ou Guapo. Le guerrier a le plus de santé et d'armure, le voleur a des défenses plus faibles, mais a une attaque et une dextérité plus élevées, tandis que le mage a le plus de mana, et soutient les autres classes. Chaque classe possède un ensemble unique d'armes qu'elle peut utiliser. Elles peuvent être achetées avec de l'or dans les enchères, du platine dans le magasin ou trouvées dans des coffres laissés par les ennemis. Les joueurs peuvent changer de tenues (vanités) qu'ils trouvent au cours des aventures.
Les animaux de compagnie augmentent les statistiques et libèrent des capacités arcaniques. Ils peuvent être trouvés dans des œufs abandonnés par les monstres, dans des coffres ou achetés dans la boutique avec la monnaie du jeu. Il y a trois modes pour s'engager dans la bataille avec d'autres joueurs : Match à mort par équipe, Capture du drapeau et Libre pour tous.

## Accueil
Le jeu a reçu un accueil généralement positif au moment de son lancement initial en 2012,,,. 